# Élection présidentielle autrichienne de 2010
L’élection présidentielle autrichienne de 2010 (en allemand : Bundespräsidentenwahl in Österreich 2010) s'est tenue en Autriche le 25 avril 2010, en vue d'élire le président fédéral pour un mandat de six ans.
Le chef de l'État sortant, le social-démocrate Heinz Fischer, qui s'est présenté devant les Autrichiens pour un second mandat présidentiel, a été réélu dès le premier tour, avec 79,3 % des voix, face à la candidate de l'extrême droite, Barbara Rosenkranz et au candidat du Parti chrétien d'Autriche, Rudolf Gehring.

## Conditions électorales
Le président fédéral de la République d'Autriche (Bundespräsident der Republik Österreich) est élu au suffrage universel direct, pour un mandat de six ans, renouvelable une seule fois.
Tout citoyen âgé d'au moins 35 ans révolus au 1er janvier de l'année électorale et n'appartenant ni à la maison impériale et royale de Habsbourg-Lorraine ni à la maison de Habsbourg, qui ont régné sur l'Autriche, peut présenter sa candidature.
Le candidat qui remporte la majorité absolue des suffrages exprimés au premier tour, c'est-à-dire dépassant les 50 %, est déclaré élu. Dans le cas contraire, un second tour est organisé entre les deux candidats arrivés en tête du scrutin.

## Candidatures

### Heinz Fischer
Le président fédéral sortant Heinz Fischer, élu en 2004 en tant que candidat du Parti social-démocrate d'Autriche (SPÖ), disposait, selon l'article 60, alinéa 5, de la Constitution, du droit de se représenter pour un second mandat.
Fischer a officiellement déclaré sa candidature le 23 novembre 2009, affirmant vouloir concourir en tant qu'indépendant. Il a alors recueilli 45 000 parrainages d'électeurs, soit 5 000 de plus qu'en 2004.
Très populaire, bénéficiant d'une image consensuelle et de politicien évitant les polémiques, Heinz Fischer bénéficie par ailleurs du soutien de nombreux jeunes.

### Rudolf Gehring
Rudolf Gehring, président fédéral du Parti chrétien d'Autriche (CPÖ), est devenu candidat en franchissant la barre des 6 000 parrainages. Le 26 mars 2010, il a déposé en tout 8 000 signatures auprès de la commission électorale.
Inconnu du grand public, il dit vouloir inaugurer un nouveau type présidentiel, même si les sondages d'intentions de vote ne lui accordent que 3 à 5 % des voix. Il revendique par ailleurs une politique traditionaliste et ultraconservatrice, dénonçant notamment les partenariats enregistrés admis pour les couples homosexuels.

### Barbara Rosenkranz
Le 28 février 2010 le président fédéral du Parti de la liberté d'Autriche (FPÖ), Heinz-Christian Strache, annonce que Barbara Rosenkranz, ministre régionale du Land de Basse-Autriche, portera la candidature du parti pour Hofburg.
Dans un premier temps, la candidate reçoit le soutien du premier quotidien du pays, le Kronen Zeitung, et de son rédacteur, Hans Dichand, qui se dit séduit par l'idée que le pays soit dirigé par une femme. Cependant, peu de temps après, elle affirme que la loi interdisant les références publiques au régime nazi est contraire à la liberté d'expression, ce qui conduit le journal à lui demander de jurer, sur son honneur, son opposition aux idées national-socialistes, ce qu'elle fait le 8 mars.
Pourtant, durant toute la campagne, ses déclarations fracassantes, de même que son traditionalisme assumé, l'évincent peu à peu du champ politique.
Elle dépose quinze jours plus tard 10 500 parrainages à la commission électorale.

### Galerie

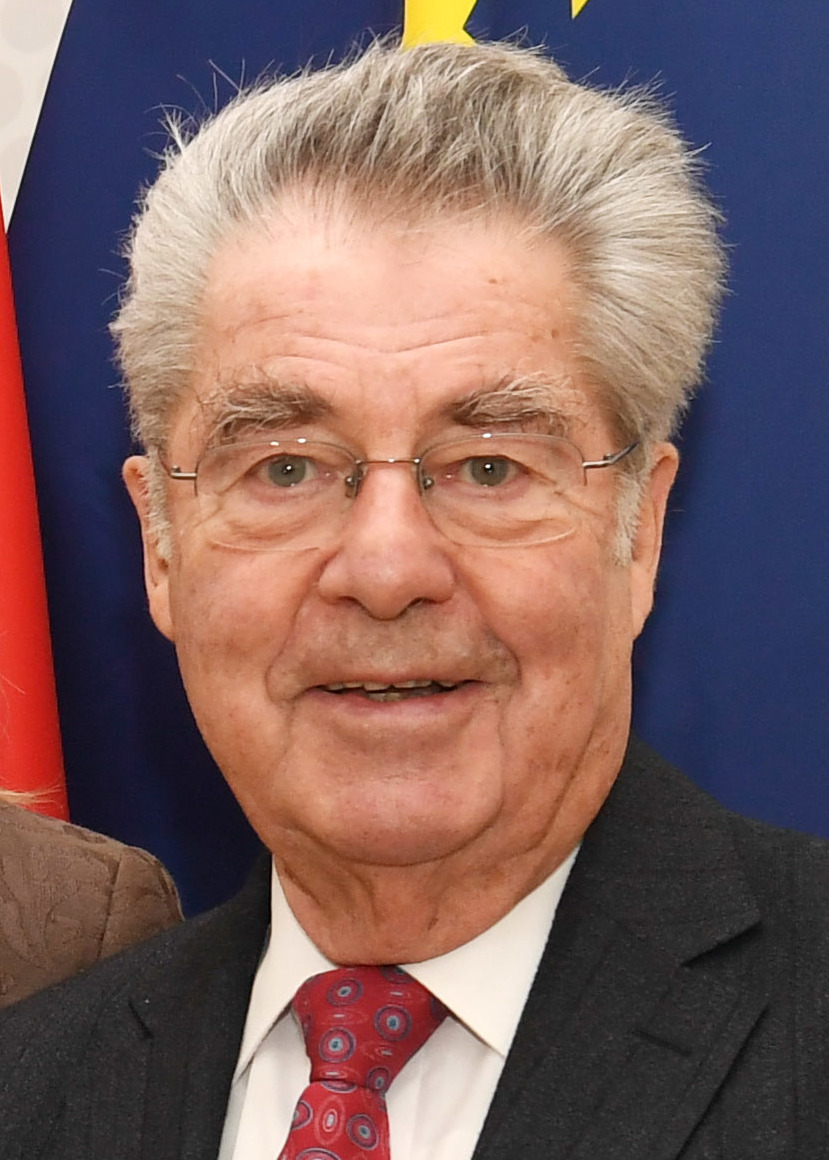
Heinz Fischer.
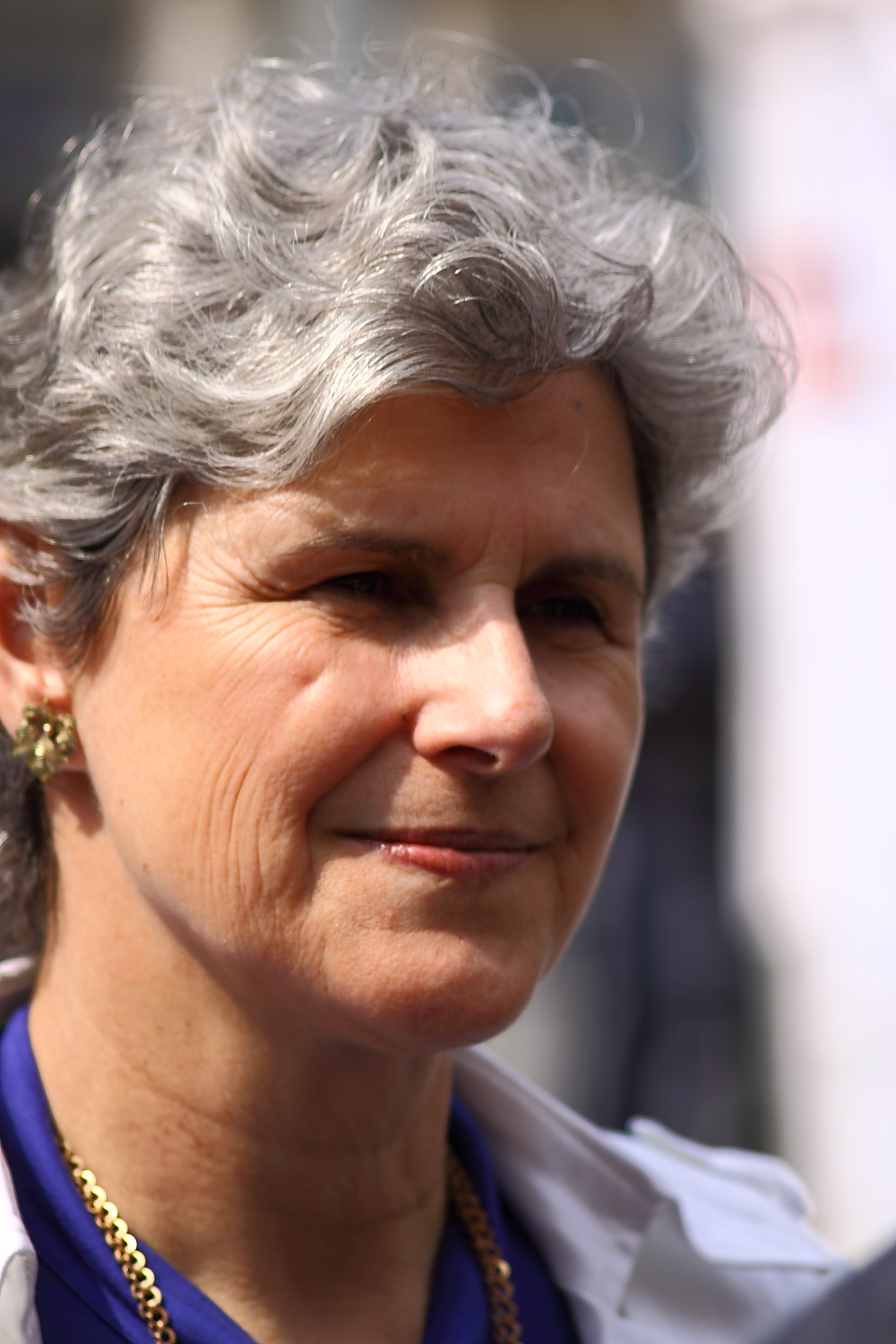
Barbara Rosenkranz.
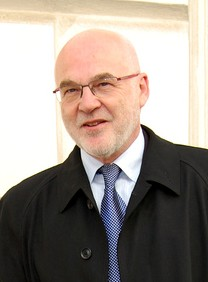
Rudolf Gehring.

## Partis sans candidats
Le 1er mars 2010, Josef Bucher annonce que sa formation, l'Alliance pour l'avenir de l'Autriche (BZÖ), ne présentera personne lors du scrutin du 25 avril, et qu'elle ne soutient aucun candidat.
Les Verts - L'Alternative verte décident, le 12 avril, de soutenir la réélection de Heinz Fischer, après de nombreuses spéculations sur la candidature de leur ancien président fédéral, Alexander Van der Bellen.
Malgré la forte popularité du chef de l'État sortant, le Parti populaire autrichien (ÖVP) fait connaître son intention de désigner un candidat pour cette élection. Longtemps favori, le Landeshauptmann de Basse-Autriche Erwin Pröll renonce à se présenter le 13 octobre 2009, suivi cinq jours plus tard par l'ancien premier président du Conseil national Andreas Khol. Le 25 octobre, le Landeshauptmann de Tyrol Günther Platter demande à l'ÖVP de renoncer à une quelconque candidature, une position actée en février 2010 par le président fédéral du parti et ministre fédéral des Finances, Josef Pröll.

## Campagne

### Sondages
| Institut | Date       | Fischer | Gehring | Pröll  | Rosenkranz |
| -------- | ---------- | ------- | ------- | ------ | ---------- |
| Karmasin | 17/04/2010 | 82,0 %  | 5,0 %   | –      | 13,0 %     |
| Gallup   | 09/04/2010 | 82,0 %  | 4,0 %   | –      | 14,0 %     |
| Gallup   | 27/03/2010 | 86,0 %  | –       | –      | 14,0 %     |
| OGM      | 17/03/2010 | 81,0 %  | –       | –      | 19,0 %     |
| Market   | 05/03/2010 | 65,0 %  | –       | –      | 17,0 %     |
| Gallup   | 27/02/2010 | 79,0 %  | –       | –      | 21,0 %     |
| IMAS     | 28/06/2009 | 62,0 %  | –       | 20,0 % | –          |
| Gallup   | 04/04/2009 | 67,0 %  | –       | 18,0 % | –          |

## Résultats
|                          | Heinz Fischer            | IND                      | 2 508 373 | 79,33 |  |  |
|                          | Barbara Rosenkranz       | FPÖ                      | 481 923   | 15,24 |  |  |
|                          | Rudolf Gehring           | CPÖ                      | 171 668   | 5,43  |  |  |
|                          |                          |                          |           |       |  |  |
| Suffrages exprimés       | Suffrages exprimés       | Suffrages exprimés       | 3 161 964 | 92,87 |  |  |
| Votes blancs ou nuls     | Votes blancs ou nuls     | Votes blancs ou nuls     | 242 682   | 7,13  |  |  |
| Total                    | Total                    | Total                    | 3 404 646 | 100   |  |  |
| Abstention               | Abstention               | Abstention               | 2 951 154 | 46,43 |  |  |
| Inscrits / Participation | Inscrits / Participation | Inscrits / Participation | 6 355 800 | 53,57 |  |  |